# Gangnihessou

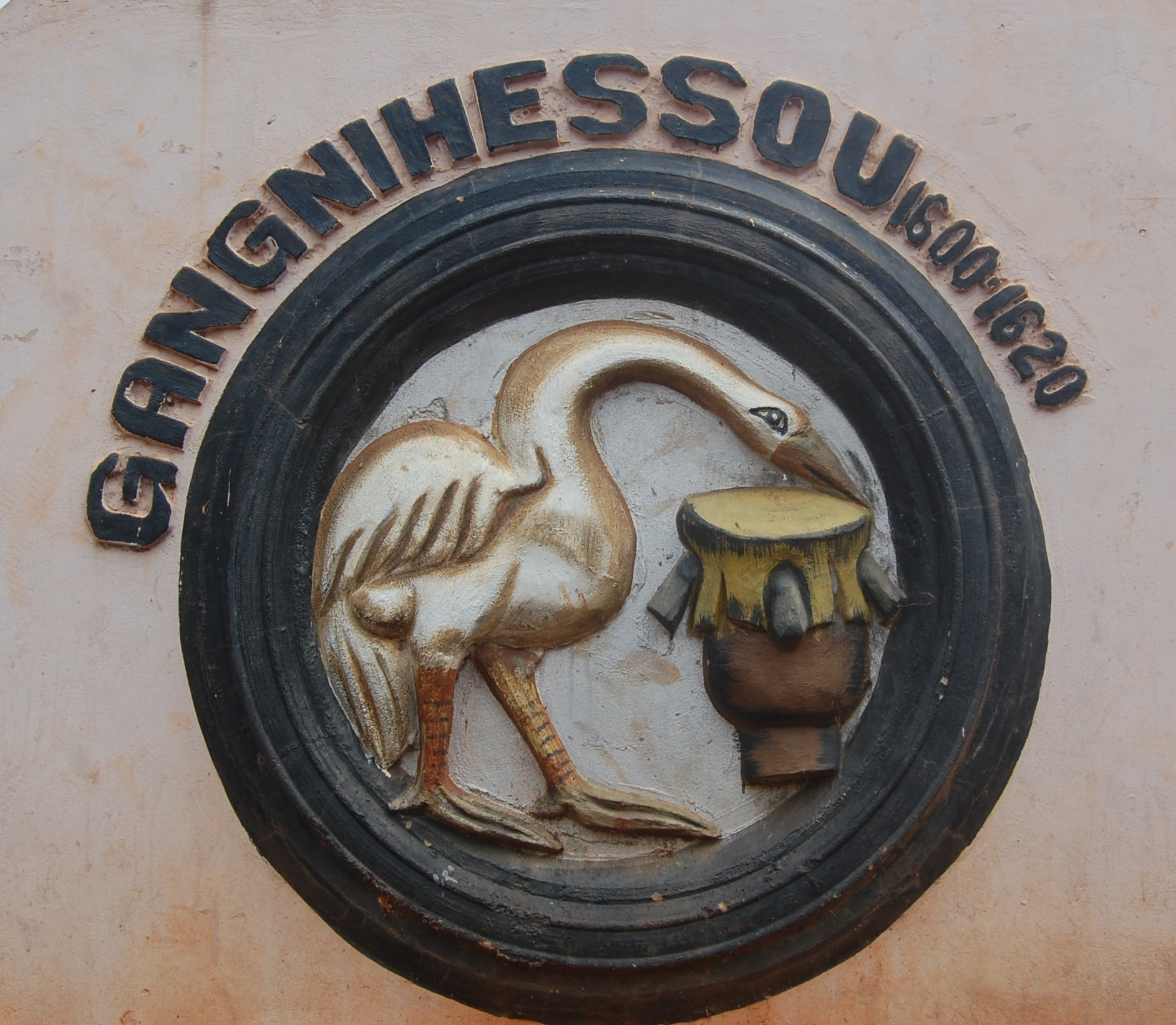
in Abomey

Gangnihessou was de eerste van twaalf traditionele koningen van het Koninkrijk Dahomey. Dahomey was een Afrikaans koninkrijk in het gebied dat nu Benin is. Er bevindt zich in de stad Abomey een plaquette voor Gangnihessou.
Er wordt aangenomen dat Gangnihessou rond 1620 heeft geregeerd, van 1600 tot 1620. Zijn symbolen waren een mannelijke gangnihessouvogel, de vogel was een rebus voor zijn naam, een trommel en werp- en jachtstokken. Het is niet geheel duidelijk of hij historisch ook daadwerkelijk koning was. Hij kan ook een invloedrijke leider zijn geweest, die zijn invloed door middel van adviezen aan zijn jongere broer Dakodonou gebruikte om macht te verwerven. Van zijn broer staat vrij zeker vast dat hij koning is geweest.